# Ernst Battenberg
Ernst Battenberg (* 9. Januar 1927 in Stuttgart-Cannstatt; † 8. Mai 1992 in Resle bei Steingaden, Oberbayern) war ein deutscher Verleger.
Ernst Battenberg wurde als Sohn des Verwaltungsjuristen Ludwig Battenberg (1890–1964) und Sophie Johanna Battenberg geb. Böckheler (* 1892) geboren. Im Zweiten Weltkrieg musste er 1944 seine Schulzeit in Gräfelfing bei München mit einem Notabitur abschließen. Als Soldat geriet er bei Neapel in amerikanische Gefangenschaft, in deren Verlauf es ihn nach Tennessee/USA verschlug. Nach seiner Entlassung und Rückkehr nach Deutschland begann er 1946 sein Studium (Philosophie, Kunst- und Theatergeschichte) und promovierte zum Doktor der Philosophie. Er absolvierte eine Lehre als Verlagsbuchhändler und war in verschiedenen Verlagshäusern als Lektor und Vertriebsleiter beschäftigt.
1954 sorgte er für die Wiederbelebung der Bassermann'schen Verlagsbuchhandlung, die er zwanzig Jahre später an den Falken-Verlag verkaufte. 1956 gründete Battenberg in Stuttgart einen eigenen Verlag, den er 1962 nach München verlegte.
Seit 1965 entwickelte er ein umfangreiches Verlagsprogramm für Münzsammler, das seinen Verlag 1977 zum größten Fachverlag für numismatische Literatur in Europa werden ließ. Man kannte seine Bücher in deutscher, englischer und französischer Sprache in internationalen Fach- und Sammlerkreisen. Anfang der 1980er Jahre überstieg der Verlagsumsatz 300.000 Bücher jährlich – nicht nur Literatur zu Münzen, sondern auch zu Papiergeld, Notgeld und Antiquitäten. Auch preiswerte Faksimile-Ausgaben seltener numismatischer Werke gehörten zu seinem Programm.
Anfang 1990 verkaufte er seinen Verlag wegen einer schweren Erkrankung an den Weltbild Verlag Augsburg (später München).
Der Battenberg Verlag gehört seit 2005 zum Gietl Verlag Regenstauf. Der traditionelle Name „Battenberg Verlag“ wurde beibehalten und weitergeführt.